# Vasile Poenaru
Vasile Poenaru (n. 22 august 1955 la Miloșești, Ialomița) este un scriitor, traducător și lexicograf român, membru al Uniunii Scriitorilor din România.

## Biografie
S-a născut într-o familie de țărani ialomițeni, strămoșii din partea mamei fiind din Transilvania, iar din partea tatălui din zona Buzău. În perioada 1962-1970 urmează școala elementară din satul natal. Studiile liceale le parcurge la Colegiul Național „Sfântul Sava” din București, unde este adus de poetul Petre Ghelmez.
În perioada 1975-1979 efectuează studiile superioare la Universitatea din București, Facultatea de limbă și literatură română, secția engleză, absolvind ca șef de promoție. În 1981-1982 face un curs postuniversitar la Academia de Științe Sociale și Politice „Ștefan Gheorghiu”.
A ținut ore de curs practic la Facultatea de Limbi și Literaturi Străine, iar din 2009 predă limba engleză la Clubul Copiilor Sector 2 Arhivat în 17 decembrie 2013, la Wayback Machine., București.
În 2004 devine Master în Lingvistica engleză aplicată, cu profil didactic, la Facultatea de Limbi și Literaturi Străine, Universitatea din București.

## Activitate
A debutat în literatură încă de la 12 ani, publicând în diverse reviste și ziare locale. A scris cărți pentru copii și lucrări didactice  fiind distins, pentru „Cartea serbărilor școlare” (1999), cu Premiul Asociației Scriitorilor din București. A tradus din lirica italiană, engleză și turcă. Debutează la „Scânteia Tineretului” în 1966, iar editorial, cu „Nașterea mea în poezie”, în 1969. 
În anul 1990 înființează Editura "Coresi".
În anul 2000 devine membru al Uniunii Scriitorilor.

## Scrieri
A publicat volume de versuri, o antologie poetică și mai multe cărți de povestiri, poezii și scenete pentru copii. Este autor de dicționare, lucrări didactice  și traduceri.
Naștera mea în poezie, Slobozia, 1969
Jungla marină, București, 1971
Muntele , București, 1975
Investigații, București, 1984
Pisica din vis, Miloșești, 1990
Povestea vântului turbat, București, 1999
Povestea calculatorului îndrăgostit, București, 1999
Povestea planetei gânditoare, București, 1999
Povestea prințesei Maria, București, 1999
Povestea fetiței vrăjite, București, 1999
Povestea câinelui zburător, București, 1999
Povestea tatălui risipitor salvat de Moș Crăciun, București, 1999
Vine, vine Moș Crăciun, București, 1999
Cartea serbărilor școlare, București, 1999
Ninsori în Bărăgan, București, 1999
Sonete, București , 1999
Cerbul lovit între coarne,București, 1999
Fabule după Esop, București, 2000
Zâna din salcia plângătoare, București, 2002
Aventurile lui Luca, București, 2002
Traduceri:
Nichita Stănescu. Bas-Relief with Heroes, Memphis, 1988 (în colaborare cu Thomas C. Carlson)
Light at Such a Time. Eight Romanian Poets Today, Memphis, 1988( în colaborare cu Thomas C. Carlson și Ștefan Stoenescu)
Pe când era elev în clasele V-VIII obține an de an premiul I la concursul de creație literară Tinere condeie (poezie), faza republicană. În 1999 i se decernează Premiul Asociației București a Uniunii Scriitorilor din România – Secția Literatură pentru copii și tineret.
Este considerat fiul spiritual al poetului Petre Ghelmez, deținând dreptul de autor al operelor acestuia.